# Hill/Huntington-Verfahren
Das Hill/Huntington-Verfahren (auch: Divisorverfahren mit geometrischer Rundung; in den USA: equal proportions (EP) method) ist eine Methode der proportionalen Repräsentation (Sitzzuteilungsverfahren), wie sie z. B. bei bevölkerungsproportionaler Sitzaufteilung auf regionale Distrikte oder bei stimmenproportionaler Sitzzuteilung an zur Wahl stehende Parteien (siehe Verhältniswahl) benötigt wird.

## Geschichte
Der Chef-Statistiker der US-amerikanischen Zensusbehörde Joseph Adna Hill schlug das Verfahren 1911 vor, um die Sitze des Repräsentantenhauses im Verhältnis der Bevölkerungsanteile auf die Bundesstaaten zu verteilen. Edward Vermilye Huntington, Mathematikprofessor und mit Hill seit Studienzeiten bekannt, übernahm die Idee und propagierte sie unter der gewinnenden Bezeichnung equal proportions (EP) method. Jahrzehntelange Debatten im Kongress fanden ihr Ende in einem 1941 verabschiedeten Gesetz, das die Verwendung des Hill/Huntington-Verfahrens für die Aufteilung der 435 Sitze des Repräsentantenhauses seither festschreibt.

## Verfahrensbeispiel: US-Repräsentantenhaus nach Volkszählung 2020
Das Hill/Huntington-Verfahren wird in der nachfolgenden Tabelle beispielhaft vorgeführt. Gemäß der US-Volkszählung 2020 werden die 435 Sitze des Repräsentantenhauses auf die 50 Gliedstaaten verteilt.
| Bundesstaat                                     | Bevölkerung 2020 | Quotient  | Rundungs- schwelle | Sitze |
| ----------------------------------------------- | ---------------- | --------- | ------------------ | ----- |
| Kalifornien                                     | 39.576.757       | 51,9      |                    | 52    |
| Texas                                           | 29.183.290       | 38,2      |                    | 38    |
| Florida                                         | 21.570.527       | 28,3      |                    | 28    |
| New York                                        | 20.215.751       | 26,49523  | 26,49528           | 26    |
| Pennsylvanien                                   | 13.011.844       | 17,1      |                    | 17    |
| Illinois                                        | 12.822.739       | 16,8      |                    | 17    |
| Ohio                                            | 11.808.848       | 15,48     | 15,49              | 15    |
| Georgia                                         | 10.725.274       | 14,1      |                    | 14    |
| Nord-Carolina                                   | 10.453.948       | 13,7      |                    | 14    |
| Michigan                                        | 10.084.442       | 13,2      |                    | 13    |
| New Jersey                                      | 9.294.493        | 12,2      |                    | 12    |
| Virginia                                        | 8.654.542        | 11,3      |                    | 11    |
| Washington                                      | 7.715.946        | 10,1      |                    | 10    |
| Arizona                                         | 7.158.923        | 9,38      | 9,49               | 9     |
| Massachusetts                                   | 7.033.469        | 9,2       |                    | 9     |
| Tennessee                                       | 6.916.897        | 9,1       |                    | 9     |
| Indiana                                         | 6.790.280        | 8,9       |                    | 9     |
| Maryland                                        | 6.185.278        | 8,1       |                    | 8     |
| Missouri                                        | 6.160.281        | 8,1       |                    | 8     |
| Wisconsin                                       | 5.897.473        | 7,7       |                    | 8     |
| Colorado                                        | 5.782.171        | 7,6       |                    | 8     |
| Minnesota                                       | 5.709.752        | 7,48333   | 7,48331            | 8     |
| Süd-Carolina                                    | 5.124.712        | 6,7       |                    | 7     |
| Alabama                                         | 5.030.053        | 6,6       |                    | 7     |
| Louisiana                                       | 4.661.468        | 6,1       |                    | 6     |
| Kentucky                                        | 4.509.342        | 5,9       |                    | 6     |
| Oregon                                          | 4.241.500        | 5,6       |                    | 6     |
| Oklahoma                                        | 3.963.516        | 5,2       |                    | 5     |
| Connecticut                                     | 3.608.298        | 4,7       |                    | 5     |
| Utah                                            | 3.275.252        | 4,3       |                    | 4     |
| Iowa                                            | 3.192.406        | 4,2       |                    | 4     |
| Nevada                                          | 3.108.462        | 4,1       |                    | 4     |
| Arkansas                                        | 3.013.756        | 3,9       |                    | 4     |
| Mississippi                                     | 2.963.914        | 3,9       |                    | 4     |
| Kansas                                          | 2.940.865        | 3,9       |                    | 4     |
| New Mexico                                      | 2.120.220        | 2,8       |                    | 3     |
| Nebraska                                        | 1.963.333        | 2,6       |                    | 3     |
| Idaho                                           | 1.841.377        | 2,41      | 2,45               | 2     |
| West Virginia                                   | 1.795.045        | 2,35      |                    | 2     |
| Hawaii                                          | 1.460.137        | 1,9       |                    | 2     |
| New Hampshire                                   | 1.379.089        | 1,8       |                    | 2     |
| Maine                                           | 1.363.582        | 1,8       |                    | 2     |
| Rhode Island                                    | 1.098.163        | 1,44      | 1,41               | 2     |
| Montana                                         | 1.085.407        | 1,42      | 1,41               | 2     |
| Delaware                                        | 990.837          | 1,3       |                    | 1     |
| Süddakota                                       | 887.770          | 1,2       |                    | 1     |
| Norddakota                                      | 779.702          | 1,02      |                    | 1     |
| Alaska                                          | 736.081          | 0,96      |                    | 1     |
| Vermont                                         | 643.503          | 0,8       |                    | 1     |
| Wyoming                                         | 577.719          | 0,8       |                    | 1     |
| Summe (Divisor)                                 | 331.108.434      | (762.996) | –                  | 435   |
| Auf je 762.996 Personen entfällt rund ein Sitz. |                  |           |                    |       |

Zu Beginn wird für jeden Bundesstaat seine Bevölkerungszahl durch ein und denselben Divisor geteilt (hier: 762.996). Die Zwischenergebnisse (Spalte „Quotient“) bewahren zwar die Proportionalität unter den Bevölkerungsanteilen, werden aber fast nie ganzzahlig sein und können deshalb nicht als Sitzzahlen dienen. Denn für Sitzzahlen ist Ganzahligkeit unabdingbar.
Zum Abschluss des Verfahrens werden daher die Quotienten zu einer Ganzzahl gerundet, entweder zur Ganzzahl unter dem Quotient oder zur Ganzzahl darüber. Darauf verweist der Zusatz „rund“ in der Lösungsformel: Auf je 762.996 Personen entfällt rund ein Sitz.
Als Rundungsregel benutzt das Hill/Huntington-Verfahren die „geometrische Rundung“. Die Bezeichnung verweist darauf, dass die Rundungsschwelle, unterhalb der abgerundet und oberhalb der aufgerundet wird, gegeben wird durch das geometrische Mittel der beiden Ganzzahlen {\displaystyle n-1} und {\displaystyle n}, die den jeweiligen Quotienten einrahmen:
{\displaystyle {\text{Rundungsschwelle im Intervall }}[n-1;n]={\sqrt {(n-1)n}}}
Das Anfangsintervall [0;1] hat Rundungsschwelle Null, hier fallen Rundungsschwelle und unterer Eckpunkt zusammen. In diesem Intervall liegen alle Quotienten oberhalb ihrer Rundungsschwelle und werden zu Eins aufgerundet (Alaska, Vermont, Wyoming). In der Praxis bedeutet dies, dass mit dem Hill/Huntington-Verfahren jeder Bundesstaat mindestens einen Sitz bekommt; damit wird einer Vorgabe der US-Verfassung Genüge getan.
In allen anderen Intervallen befindet sich die Rundungsschwelle im Inneren: 1,414, 2,449, 3,464 usw. Die Nachkommareste der Rundungsschwellen sind größer als 0,4 und kleiner als 0,5. Dieser Befund hat zwei wichtige Konsequenzen für alle Quotienten jenseits des Anfangsintervalls (d. h. für alle Quotienten größer als Eins).
Erstens wird ein solcher Quotient immer abgerundet, wenn sein Nachkommarest kleiner als 0,4 ist. Denn notgedrungen liegt der Quotient unterhalb seiner zugehörigen Rundungsschwelle. Zweitens wird ein Quotient mit Nachkommarest größer als 0,5 immer aufgerundet, weil er seine Rundungsschwelle garantiert übertrifft. Solche Fälle sind unkritisch, die Zellen in der Tabellenspalte „Rundungsschwelle“ können leer bleiben.
Kritisch sind nur Quotienten mit Nachkommaresten zwischen 0,4 und 0,5. Hier müssen so viele Nachkommastellen sowohl vom Quotienten als auch von der Rundungsschwelle bestimmt werden, bis klar wird, ob der Quotient die Rundungsschwelle unterschreitet oder übertrifft. Manchmal sind zwei Dezimalstellen ausreichend (Ohio, Arizona, Idaho, Rhode Island, Montana), manchmal braucht es mehr (New York, Minnesota).

## Allgemeine Verfahrensvorschriften
Zentral für den Vollzug des Verfahrens ist die Bestimmung eines geeigneten Zuteilungsdivisors. Jeder Divisorwert ist geeignet, für den die gerundeten Quotienten in Summe die gegebene Gesamtzahl der Sitze genau ausschöpfen. Es gibt keine Ein-Zeilen-Formel, die einen passenden Divisor direkt liefern könnte. Stattdessen muss ein Mehr-Schritt-Rechenweg durchlaufen werden.
Als Startdivisor dient der Bevölkerungsdurchschnitt pro Sitz, in obigem Beispiel 331.108.434 / 435 = 761.169. Damit werden allerdings 437 Sitze vergeben, zwei Sitze zu viel. Die Diskrepanz von 437 – 435 = 2 Sitzen wird in zwei Korrekturschritten beseitigt.
Im ersten Korrekturschritt zeigt eine Betrachtung aller zum Startdivisor gehörenden Quotienten, dass der Ohio-Quotient (11.808.848 / 761.169 = 15,51) nur knapp größer ist als die unterhalb liegende Rundungsschwelle (15,49193). Dies ist gleichbedeutend mit der Aussage, dass der Startdivisor (761.169) kleiner ist als die „Ohio-Vergleichszahl“:
{\displaystyle {\text{Ohio-Vergleichszahl}}={\frac {\text{Ohio-Bevölkerung}}{\text{untere Ohio-Rundungsschwelle}}}=762.257,9}
Die Ohio-Vergleichszahl ist die kleinste unter allen Vergleichszahlen, die mit den 50 Bundesstaaten einhergehen. Eine Vergrößerung des Startdivisors (761.169) auf den Wert 762.259 hat zur Folge, dass der zugehörige Ohio-Quotient (15,49191) unter die Ohio-Rundungschwelle (15,49193) gerutscht ist und somit nicht mehr auf 16 aufgerundet, sondern auf 15 abgerundet wird. Dies geschieht bei Ohio, ohne dass bei einem der anderen Staaten der Quotient aus Bevölkerungsgröße und aktuellem Divisor seine zugehörige untere Rundungschwelle unterschreitet und sich dort die Rundung ändert. Mit dem neuen Divisor (762.259) bekommt Ohio einen Sitz weniger und die Gesamtsitzzahl sinkt um einen Sitz auf 436.
Im zweiten Korrekturschritt werden auf ähnliche Weise die Quotienten untersucht, die zum nun aktuellen Divisor 762.259 gehören. Hier erweist sich die New York-Vergleichszahl als ausschlaggebend:
{\displaystyle {\text{New York-Vergleichszahl}}={\frac {\text{New York-Bevölkerung}}{\text{untere New York-Rundungsschwelle}}}=762.994,4}
Die New York-Vergleichszahl ist deshalb ausschlaggebend, weil sie unter den Vergleichszahlen aller 50 Bundesstaaten die kleinste ist. Ein Übergang vom momentanen Divisor (762.259) zum neuen Divisor 762.995 hat zur Folge, dass der New York-Quotient (26,49526) nunmehr abgerundet wird und bei den anderen Staaten die Sitzzahl gleich bleibt. Das Ziel von 435 Gesamtsitzen ist erreicht.
Der Rechenweg schließt mit einer Zusatzüberlegung. Die nächste Vergleichszahl, jenseits der die Gesamtsitzzahl auf 434 sinken würde und die deshalb eine obere Schranke für die Divisorauswahl bedeutet, ist die von Minnesota:
{\displaystyle {\text{Minnesota-Vergleichszahl}}={\frac {\text{Minnesota-Bevölkerung}}{\text{Minnesota-Rundungsschwelle}}}=762.997,7}
Jeder Wert im Bereich von 762.994,4 bis 762.997,7 taugt als Divisor, denn die Gesamtsitzzahl 435 wird jeweils genau ausgeschöpft. Für die Stabilität des rechnerischen Vollzugs empfiehlt sich die Bereichsmitte 762.996. Dies ist der „Zitierdivisor“, den obige Tabelle benutzt.
Vollzug als Höchstzahlenschema. Das Hill/Huntington-Verfahren kann auch als Höchstzahlenschema dargestellt werden. Vorteil eines Schemas ist, dass es sich schematisch abarbeiten lässt. Nachteil ist, dass die schematische Arbeit wenig zum Verständnis des Verfahrens beiträgt.
Das Höchstzahlenverfahren beginnt mit einem Startdivisor, der alle Bevölkerungszahlen übersteigt, im Beispiel etwa mit 40.000.000. Die damit berechneten Quotienten fallen alle in das Anfangsintervall [0;1] und werden zu Eins aufgerundet. Also werden beim Start 50 Sitze verteilt, jeder Bundesstaat bekommt einen Startsitz. Die Diskrepanz von 50 − 435 = −385 Sitzen wird in 385 Korrekturschritten abgearbeitet, indem der Startdivisor Schritt um Schritt verkleinert wird. Bei jedem Schritt überschreitet einer der größer werdenden Quotienten die oberhalb von ihm liegende Rundungsschwelle, weshalb der zugehörige Staat einen Sitz mehr bekommt und zum Abbau der Diskrepanz beiträgt.
Der erste Korrekturschritt schaut auf die Vergleichszahlen, die man erhält, wenn man die Bevölkerungszahlen durch die Rundungsschwelle des Intervalls [1;2] teilt, die über die Vergabe eines zweiten Sitzes entscheidet. Sobald der Divisor unter die höchste dieser Vergleichszahlen fällt (27.984.993), wird der einundfünzigste Sitz vergeben, er geht an Kalifornien.
Im zweiten Korrekturschritt wird für Kalifornien (und zwar nur für Kalifornien) die Vergleichszahl mit der Rundungsschwelle des Intervalls [2;3] aktualisiert, weil Kalifornien nun dem dritten Sitz nahe kommt. Die Vergleichszahlen der anderen Staaten bleiben gleich, denn diese warten auf ihren zweiten Sitz. Sobald der Divisor die höchste der aktualisierten Vergleichszahlen passiert (20.635.702), wird der zweiundfünfzigste Sitz zugeteilt, diesmal an Texas.
Im dritten Korrekturschritt wird für Texas die Vergleichszahl mit der Rundungsschwelle des Intervalls [2;3] aktualisiert, weil der nächste Sitz für Texas der dritte wäre. Die Vergleichszahlen der anderen Staaten bleiben unangetastet. Sobald der Divisor kleiner wird als die höchste dieser Vergleichszahlen (16.157.143), wird der dreiundfünfzigste Sitz vergeben und zwar wieder an Kalifornien.
So geht es weiter, bis im dreihundertfünfundachzigsten Korrekturschritt der letzte, vierhundertfünfunddreißigste Sitz Minnesota zugewiesen wird. Die Arbeit ist erledigt.
Die Gesamtheit der Korrekturschritte lässt sich schematisieren. Von allen sukzessiven Vergleichszahlen werden die 385 höchsten identifiziert, die „Höchstzahlen“. Jeder Bundesstaat bekommt zum Startsitz so viele Sitze hinzu, wie oft er zu den 385 Höchstzahlen beiträgt. Die anhängende Tabelle umfasst einen Ausschnitt dieses Vorgehens.
| Bundesstaat                                 | Kalifornien | Kalifornien | Texas      | Texas      | … | New York   | New York   | … | Minnesota | Minnesota | … |
| ------------------------------------------- | ----------- | ----------- | ---------- | ---------- | - | ---------- | ---------- | - | --------- | --------- | - |
| Bevölkerung 2020                            | 39.576.757  | 39.576.757  | 29.183.290 | 29.183.290 |   | 20.215.751 | 20.215.751 |   | 5.709.752 | 5.709.752 |   |
| Bev. / 40.000.000                           | 0,99        | 0,99        | 0,73       | 0,73       |   | 0,51       | 0,51       |   | 0,14      | 0,14      |   |
| Startsitze (insges. 50)                     | 1           | 1           | 1          | 1          |   | 1          | 1          |   | 1         | 1         |   |
| Vergleichszahlen                            |             |             |            |            |   |            |            |   |           |           |   |
| Bev. / {\displaystyle {\sqrt {1\cdot 2}}}   | 51          | 27.984.993  | 52         | 20.635.702 |   | 55         | 14.294.695 |   | 97        | 4.037.404 |   |
| Bev. / {\displaystyle {\sqrt {2\cdot 3}}}   | 53          | 16.157.143  | 56         | 11.914.028 |   | 64         | 8.253.046  |   | 152       | 2.330.996 |   |
| …                                           |             |             |            |            |   |            |            |   |           |           |   |
| Bev. / {\displaystyle {\sqrt {7\cdot 8}}}   | 78          | 5.288.667   | 99         | 3.899.781  |   | 133        | 2.701.443  |   | 435       | 762.998   |   |
| …                                           |             |             |            |            |   |            |            |   |           |           |   |
| Bev. / {\displaystyle {\sqrt {26\cdot 27}}} | 227         | 1.493.728   | 306        | 1.101.452  |   | (436)      | 762.994    |   | 215.501   | 215.501   |   |
| …                                           |             |             |            |            |   |            |            |   |           |           |   |
| Bev. / {\displaystyle {\sqrt {51\cdot 52}}} | 433         | 768.517     | 566.693    | 566.693    |   | 392.557    | 392.557    |   | 110.874   | 110.874   |   |
| Bev. / {\displaystyle {\sqrt {52\cdot 53}}} | 753.877     | 753.877     | 555.897    | 555.897    |   | 385.079    | 385.079    |   | 108.762   | 108.762   |   |
| Spaltenweise Auszählung der Höchstzahlen    |             |             |            |            |   |            |            |   |           |           |   |
| Endsitze (insges. 435)                      | 52          | 52          | 38         | 38         |   | 26         | 26         |   | 8         | 8         |   |

## Verfahrenseigenschaften
Grundeigenschaften. Das Hill/Huntington-Verfahren ist ein Divisorverfahren und besitzt als solches sechs elementare und grundlegende Eigenschaften. Das Verfahren ist
- anonym (die Sitzzahlen sind unbeeinflusst von Reihenfolge oder Benennung der Distrikte),
- balanciert (die Sitzzahlen gleichstarker Distrikte unterscheiden sich höchstens um Eins),
- konkordant (die Sitzzahl eines stärkeren Distrikt ist nicht kleiner als die eines schwächeren),
- homogen (Relativanteile für die Bevölkerungen führen zu denselben Sitzzahlen wie Absolutzahlen),
- exakt (bei Ganzzahligkeit aller Zwischenergebnisse entfällt der Rundungsschritt) und
- kohärent (Teilsysteme von Distrikten haben Lösungen, die mit dem Gesamtsystem harmonieren).

Vertretungsgewichte der Sitze. Was das Hill/Huntington-Verfahren auszeichnet, ist sein Optimalitätsverhalten hinsichtlich der Vertretungsgewichte der Mandatsträger. Innerhalb eines Distrikts ist das „Vertretungsgewicht eines Sitzes“ die durchschnittliche Zahl von Bürgern und Bürgerinnen in diesem Distrikt, die von einem der dortigen Abgeordneten repräsentiert werden. Vertretungsgewichte variieren somit von Distrikt zu Distrikt. Im Idealfall sind die Vertretungsgewichte überall gleich, in welchem Fall sie mit dem Vertretungsgewicht im Gesamtgebiet zusammenfallen.
In obigem Beispiel ist das Vertretungsgewicht eines Sitzes in Kalifornien 39.576.757 / 52 = 761.091,48, in Texas 29.183.290 / 38 = 767.981,32, …, in Wyoming 577.719 / 1 = 577.719 und idealerweise im Gesamtgebiet 331.108.434 / 435 = 761.168,81.
Minimierung globaler Ungleichheit. Wegen der unterschiedlichen Bezugsgesamtheiten wird das reale Vertretungsgewicht eines Distrikts wohl immer vom idealen Vertretungsgewicht im Gesamtgebiet abweichen. Eine bewährte Art, solche Abweichungen zu messen, ist das Quadrat der Differenz. Durch Quadrieren wird die Richtung der Abweichung (ob real mehr als ideal oder ob real weniger als ideal) bedeutungslos. Zudem werden größere Abweichungen stärker gewichtet als kleinere. Innerhalb eines Distrikts sammeln sich so viele Abweichungsquadrate an, wie es dort Sitze gibt. Die Summe über alle Distrikte ist ein zahlenmäßiges Kriterium für die Ungleichheit, die einer Sitzzuteilung mit Blick auf die Vertretungsgewichte der Sitze innewohnt.
Sainte-Laguë bewies im Jahr 1910, dass die Sitzzuteilung, die das Hill/Huntington-Verfahren liefert, dieses Ungleichheitsmaß so weit absenkt wie möglich. Stärker noch: nur die Zuteilungen dieses Verfahrens und keine anderen minimieren das Kriterium.
Diese Optimalitätseigenschaft ist bemerkenswert. In obigem Beispiel, in dem 435 Sitze auf 50 Distrikte zu verteilen sind, übersteigt die Anzahl möglicher Sitzzuteilungen das menschliche Vorstellungsvermögen, diese Zahl hat 68 Stellen. Aus diesem Meer von Alternativen fischt das Hill/Huntington-Verfahren genau die eine Sitzzuteilung heraus, die dem Ideal gleicher Vertretungsgewichte so nahe (im gerade präzisierten Sinn) kommt wie irgend möglich.
Paarweise Vergleiche anhand relativer Unterschiede. Ein anderer Ansatz zum Studium von Ungleichheiten betrachtet für Paare von je zwei Distrikten den Unterschied ihrer Kennzahlen. Eine Sitzzuteilung ist „stabil“, wenn für alle Paarungen der Transfer eines Sitzes von dem einen Distrikt zum anderen dazu führt, dass der Unterschied eher größer wird oder günstigstensfalls gleich bleibt. In solchen Fällen sollte ein Sitztransfer tunlichst unterbleiben, weil die neue Situation niemals kleinere Unterschiede mit sich bringt und nicht besser wäre als die alte. Gesucht sind „stabilitätssichernde“ Verfahren, deren Sitzzuteilungen sich immer als stabil erweisen.
Huntington warb dafür, dass der Vergleich zweier Distrikte nicht am (absoluten) Unterschied ihrer Kennzahlen auszurichten sei, sondern am relativen Unterschied. Die Zuteilungsproblematik würde nämlich viele Kennzahlen anbieten; Huntingtons Liste – angeführt vom Vertretungsgewicht der Sitze und dem Erfolgswert der Wählerstimmen – umfasste 32 Varianten. Vom Bezug auf absolute Unterschiede sei abzuraten, weil damit die Vielfalt der Varianten zu einem Wirrwarr von verschiedenen Zuteilungsverfahren führe und zudem für manche Kennzahlen gar kein stabilitätssicherndes Verfahren existiere. Ganz anders sei die Lage, wenn der Vergleich mit relativen Unterschieden durchgeführt werde. Dann sei das Ergebnis konstruktiv und für alle 32 Kennzahlvarianten dasselbe: das eindeutig bestimmte stabilitätssichernde Verfahren ist das Hill/Huntington-Verfahren.